# Pseudasellodes dapalis
Pseudasellodes dapalis là một loài bướm đêm trong họ Geometridae.